# Kahwah

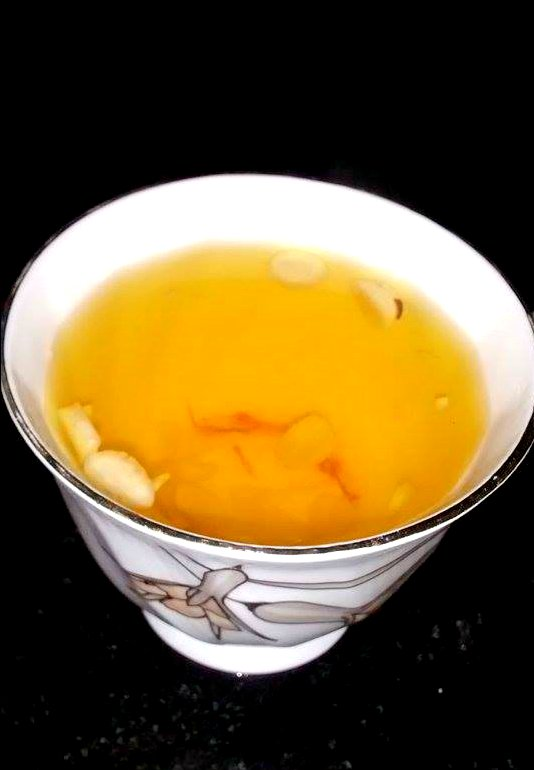
Una taza de kahwa.

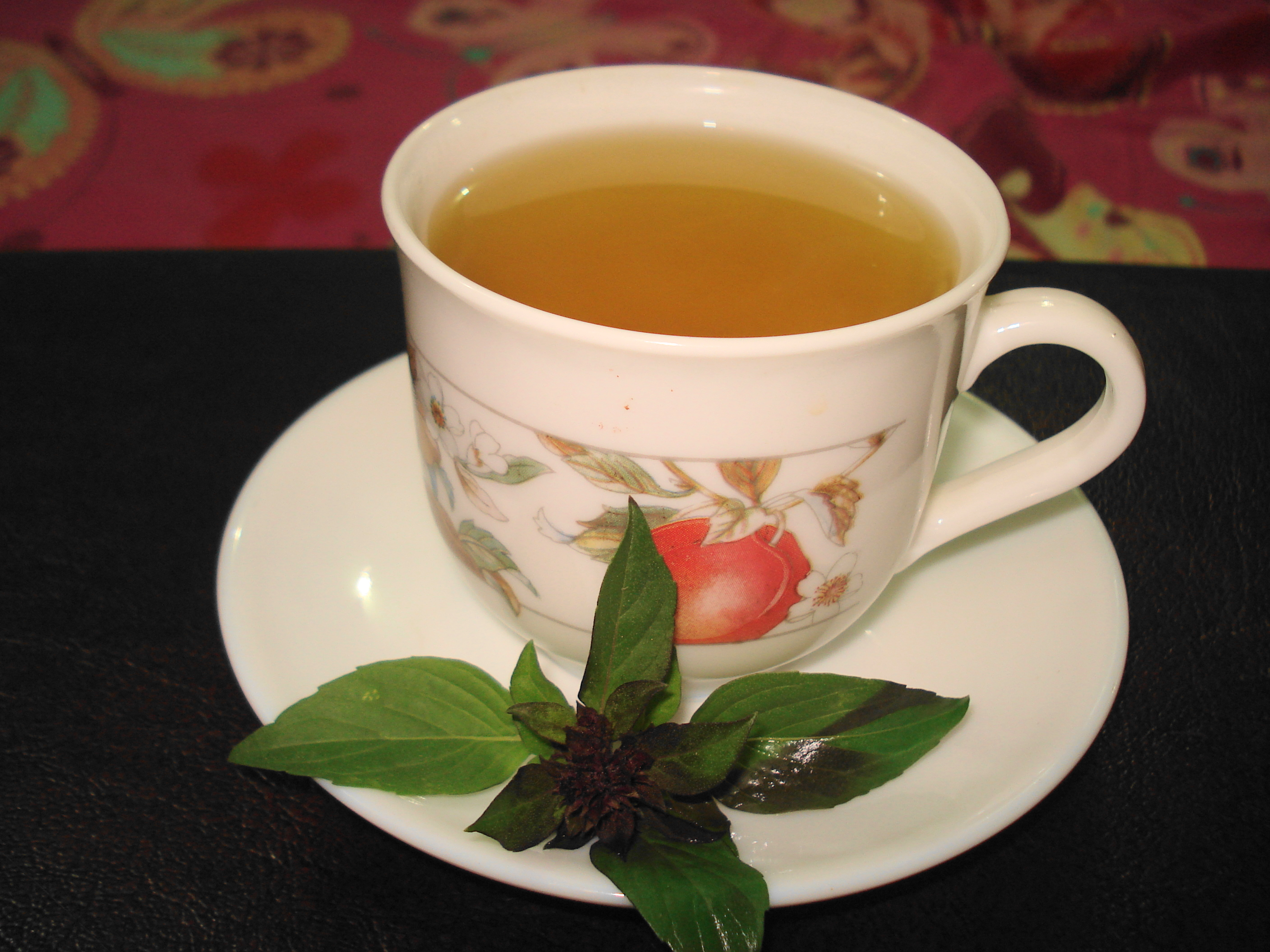
Una taza de kahwah hecha con tulsi en lugar del típico té verde.

Kahwah (en urdu: قہوہ‎, también escrito qehwa, kehwa o kahwa) es un té verde tradicional consumido en Afganistán, el norte de Pakistán, algunas zonas de Asia Central como así mismo en el valle de Cachemira. En Pakistán, se lo consume en las regiones de Jaiber Pajtunjuá y Gilgit-Baltistan. Es un té popular en el desayuno de los cachemires, siendo por lo general acompañado de productos de panadería cachemires tales como girda. Los emigrantes Cachemires Pandit que viven en las praderas del norte de la India, particularmente en las aglomeraciones de Delhi, han contribuido a su popularidad entre los no cachemires.

## Orígenes
Es probable que la palabra árabe qahwah (قهوة) haya sido la raíz del nombre kahwah o kehwa. Sin embargo, mientras que la palabra qahwah es usada para granos de café, el kahwah es un té verde aromático.
Aunque se desconocen con exactitud los orígenes precisos del kehwa, la mayoría de los cachemires creen que la tradicional bebida aromática llamada kehwa se remonta a tiempos inmemoriales y ha sido parte de la cultura local durante muchos años. Ciertas fuentes asocian su origen al valle Yarkand en la zona de Xinjiang (las zonas de Cachemira y Xinjiang formaron parte del imperio Kushan durante los siglos I y II. Es probable que el consumo del kehwa se haya diseminado de una región a otra producto de la unidad que representó el gobierno Kushan). También se lo consume en Gujrat.
Tradicionalmente los hindúes de Cachemira siempre se han referido al kehwa como el chai mogol. En el sentido de que este té fue introducido en el valle por los emperadores mogoles. Históricamente, el Kahwah como bebida ha sido popular por toda Cachemira, Afganistán, Asia Central, Irán y el Medio Oriente. Aun a comienzos del siglo XXI es una bebida popular muy estimada en estas regiones.

## Preparación
El té se prepara hirviendo hojas de té verde con hebras de azafrán, cáscara de canela, vainas de cardamomo y a veces rosas de Cachemira para agregarle aroma. Generalmente se lo sirve con azúcar o miel, y nueces molidas por lo general almendras o nueces. A veces se prepara solo una infusión, sin las hojas de té verde.
Tradicionalmente, el kahwah o kehwa es preparado en una tetera de bronce denominada samovar. Un samovar posee una "cavidad de fuego" en el centro, en la cual se colocan carbones encendidos para mantener el té caliente. Alrededor de la cavidad que contiene el fuego existe un espacio para que el agua hierva y se mezclen las hojas de té y los otros ingredientes con el agua.
El kahwah es usualmente servido a las visitas o como parte de una cena en alguna fiesta, se agrega azafrán (Kong) al kehwa para homenajear a los visitantes especiales. A menudo se lo sirve en tazas pequeñas poco profundas. En Cachemira el kehwa es servido luego del wazwan y otras cenas familiares festivas.